# Benigno Fernández Rubio
Benigno Fernández Rubio fue alcalde de Trujillo de 1983 a 1995.
Impulsó la Feria Nacional del Queso de Trujillo, que desde su segunda edición en 1987 pasó de celebrarse en el Mercado Regional de Ganados a la Plaza Mayor. Ese año la feria tomó el lema "Trujillo: ciudad de los quesos extremeños". La feria experimentó su mayor auge durante su gobierno.
En 1995 su candidatura del PSOE perdió las elecciones, resultando ganadora la candidatura del Partido Popular encabezada por Don Agustín Villanueva Blanco.

## Cargos desempeñados
- Alcalde de Trujillo (1983-1995)